# Pato Branco (tiểu vùng)
Pato Branco là một tiểu vùng thuộc bang Paraná, Brasil. Tiều vùng này có diện tích 3883 km², dân số năm 2007 là 150559 người.